# Waiting for the Sun
Waiting for the Sun este al treilea album de studio al trupei The Doors. A fost lansat în 1968 și a devenit primul și singurul album care a atins primul loc, conținând de asemenea și cel de-al doilea disc single al formației care a atins locul 1 în SUA: „Hello, I Love You”. A devenit și primul album de succes în Regatul Unit, unde a atins locul 16 în clasament. Cu excepția a două melodii, albumul a fost scris în timpul înregistrărilor precedentelor două discuri. Unii critici au considerat că The Doors au suferit de „sindromul celui de-al treilea album” referindu-se la faptul că trupa nu se afla într-un moment tocmai ideal din punct de vedere al creativității celor patru muzicieni. 
Cântecul „Waiting for the Sun” nu va apărea pe vreun album până la apariția LP-ului Morrison Hotel.

## Lista pieselor
1. „Hello, I Love You” (2:14)
2. „Love Street” (2:53)
3. „Not to Touch The Earth” (3:56)
4. „Summer's Almost Gone” (3:22)
5. „Wintertime Love” (1:54)
6. „The Unknown Soldier” (3:25)
7. „Spanish Caravan” (3:03)
8. „My Wild Love” (3:01)
9. „We Could Be So Good Together” (2:26)
10. „Yes, The River Knows” (2:36)
11. „Five to One” (4:26)

- Toate cântecele au fost scrise de The Doors.

## Componență
- Jim Morrison — voce
- Robby Krieger — chitară, chitară ritmică
- Ray Manzarek — orgă, pian, clape-bas
- John Densmore — tobe